# Jovan Simić Bobovac
Jovan Simić Bobovac (en serbe cyrillique :  Јован Симић Бобовац ; né le 17 août 1775 à Bobova et mort le 26 juillet 1832 à Bobova) est un homme d'État et un prince (knèze) serbe. Il a notamment servi sous les ordres du prince souverain et régnant de Serbie Miloš Ier Obrenović de 1815 à 1832. Il a été président de la Cour suprême de Serbie de 1823 à 1828. Knèze du département de la région de Valjevo de 1815 à 1832. Il a participé activement au mouvement insurrectionnel contre les occupants turcs en Serbie lors du premier (1804) et du second soulèvement serbe (1815).

## Descendance
Les familles qui descendent du prince Bobovac, en ligne directe et/ou par alliance, habitent en Serbie, France et Belgique (notamment en ligne directe les familles Simic et Krsmanovic-Simic, et par alliance les familles Engström et Gillès de Pélichy), (v. D'hoore, Baudouin "Iconographie de la famille Gillès de Pélichy et des principales familles ascendantes", Office généalogique et héraldique de Belgique (OGHB), Bruxelles, Belgique, 2012, page 140.).